# Підміська (зупинний пункт)
Підміська́ — залізничний пасажирський зупинний пункт Харківської дирекції Південної залізниці на лінії Харків-Пасажирський — Грани. Розташована між зупинними пунктами Пост Північний Сортувальний та Лозовенька.
Зупинна платформа розташована у смт Мала Данилівка на межі з Харковом. На станції зупиняються лише приміські потяги. У межах платформи розташована будівля залізничних кас та естакада для завантаження автомобілів.
Напрямок Харків — Козача Лопань обслуговується моторвагонним депо «Харків» (електропоїзди ЕР2, ЕР2Р, ЕР2Т).
Відстань до станції Харків-Пасажирський — 7 км.